# Shin Negima!?
Shin Negima!? (ネギま!?, Negima!?) est une série télévisée d'animation de 26 épisodes produite par le studio Shaft. Elle a été diffusée sur TV Tokyo entre octobre 2006 et mars 2007. Il s'agit d'un spin-off du manga Negima!. Un manga intitulé Negima!? Neo a été prépublié entre septembre 2006 et août 2009 dans les magazine Comic BonBon puis Magazine Spécial et a été compilé en un total de sept volumes. La version française a été publiée en intégralité par Pika Édition. Un jeu vidéo intitulé Mahō Sensei Negima!? Neo-Pactio Fight!! est également sorti en juin 2007 sur Wii.

## Synopsis
Negi Springfield (ネギ・スプリングフィールド), dix ans, vient de terminer sept ans d'études de magie. Afin de devenir magicien accompli, il est envoyé au Japon pour être professeur d'anglais dans une classe du collège Mahora (麻帆良学園, Mahoragakuen).
À son arrivée sur le campus, il a un accrochage avec Asuna Kagurazaka (明日菜 神楽坂), une de ses élèves, chez qui par décision du proviseur il va loger temporairement, et qui par-dessus tout découvre rapidement qu'il est magicien.
Il va rapidement découvrir qu'être professeur d'une classe de filles n'est pas toujours de tout repos...

## Personnages
L'univers de Shin Negima!? étant le même que celui de Negima!, de nombreux personnages de ce dernier apparaissent au cours de l'histoire.

## Anime

### Negima!?
- Titre : Negima!? ou Shin Negima!?
- Titre original : ネギま!?
- Format : 26 épisodes de 26 minutes
- Date de début de diffusion : 4 octobre 2006, sur TV Tokyo[1]
- Studio d'animation : GANSIS et Shaft
- Réalisateur : Akiyuki Shinbo
- Licencié par : Kaze

### Negima!? OAV du printemps
- Titre transcrit : Negima!? OVA Haru
- Titre original : ネギま!?OVA春
- Réalisateur : Shin Ōnuma, dirigé par Akiyuki Shinbo
- Studio d'animation : GANSIS et Shaft
- Opening : Yume☆Minnade!, 夢☆みんなで！, chanté par Akemi Kanda et Rina Satō
- Ending : Ohayō!, おはよう！, chanté par Akemi Kanda

### Negima!? OAV de l'été
- Titre transcrit : Negima!? OVA Natsu
- Titre original : ネギま!?OVA夏
- Réalisateur : Shin Ōnuma, dirigé par Akiyuki Shinbo
- Studio d'animation : GANSIS et Shaft

### Mahou Sensei Negima! Shiroki Tsubasa Ala Alba
- Titre transcrit : Mahou Sensei Negima! Shiroki Tsubasa Ala Alba
- Titre original : 魔法先生ネギま！～白い翼 ALA ALBA～
- Réalisateur : Akiyuki Shinbo
- Studio d'animation : Shaft
- Opening : Happy☆Material Return, Artiste : Mahora Gakuen Chuutoubu 3-A
- Ending : Kagayaku Kimi e, Artiste : Mahora Gakuen Chuutoubu 3-A

## Manga
La série Negima!? Neo a débuté le 26 septembre 2006 dans le magazine Comic BonBon. À la suite de la disparition du magazine, elle a été transférée dans Magazine Spécial en janvier 2008 et a pris fin le 20 août 2009.
La version française a été publiée par Pika Édition à partir de novembre 2010, mais n'est plus commercialisée depuis mars 2014.

### Liste des volumes
| no | Japonais         | Japonais          | Français          | Français      |
| no | Date de sortie   | ISBN              | Date de sortie    | ISBN          |
| -- | ---------------- | ----------------- | ----------------- | ------------- |
| 1  | 16 février 2007  | 978-4-06-332069-5 | 3 novembre 2010   | 9782811603847 |
| 2  | 17 juillet 2007  | 978-4-06-332087-9 | 5 janvier 2011    | 9782811604127 |
| 3  | 16 novembre 2007 | 978-4-06-375106-2 | 2 mars 2011       | 9782811604424 |
| 4  | 17 juillet 2008  | 978-4-06-384017-9 | 18 mai 2011       | 9782811604691 |
| 5  | 17 décembre 2008 | 978-4-06-384080-3 | 6 juillet 2011    | 9782811605094 |
| 6  | 17 avril 2009    | 978-4-06-384125-1 | 21 septembre 2011 | 9782811605391 |
| 7  | 16 octobre 2009  | 978-4-06-384195-4 | 16 novembre 2011  | 9782811605735 |

### Édition japonaise
Kōdansha
1. 1 2  Tome 1
2. 1 2  Tome 2
3. 1 2  Tome 3
4. 1 2  Tome 4
5. 1 2  Tome 5
6. 1 2  Tome 6
7. 1 2  Tome 7

### Édition française
Pika
1. 1 2  (fr) « Tome 1 », sur manga-news.com.
2. 1 2  (fr) « Tome 2 », sur manga-news.com.
3. 1 2  (fr) « Tome 3 », sur manga-news.com.
4. 1 2  (fr) « Tome 4 », sur manga-news.com.
5. 1 2  (fr) « Tome 5 », sur manga-news.com.
6. 1 2  (fr) « Tome 6 », sur manga-news.com.
7. 1 2  (fr) « Tome 7 », sur manga-news.com.